# Перов, Владимир Васильевич
Влади́мир Васи́льевич Перо́в (1868—1898) — русский живописец.

## Биография
Родился 22 марта 1868 года в Москве. Сын художника В. Г. Перова.
Учился живописи под руководством отца и в МУЖВЗ (до 1884 года). В 1882 году за рисунок с натуры и 1883 году за этюд награждался малыми серебряными медалями.
В 1884—1887 годах продолжил учёбу в Императорской Академии художеств.
Жил Владимир Перов в Москве. Работал как жанрист, пейзажист, анималист. Участвовал в выставках Московского общества любителей художеств (1891—1896), ТПХВ (1892—1894).
В 1883—1884 годах совершил поездку на Украину, в 1885 году — в Крым, в начале 1890-х годов путешествовал по Франции и Италии.
Умер 2 января 1898 года в Москве от туберкулёза. Был похоронен на Ваганьковском кладбище.

## Труды
Произведения Перова находятся в ряде музейных собраний, в том числе в Государственной Третьяковской галерее и Государственном Русском музее.